# Satná
Satná (hindsky सतना) je město v Madhjapradéši, jednom z indických svazových států. K roku 2011 v něm žilo přes 280 tisíc obyvatel.

## Poloha a doprava
Satná leží na severovýchodně Madhjapradéše a je správním střediskem stejnojmenného okresu, který na severu hraničí s Uttarpradéšem. 
Přes Satná prochází železniční trať Bombaj – Iláhábád – Kalkata. Nejbližší velké letiště je v Kadžuráhu přibližně 120 kilometrů severozápadně.

## Obyvatelstvo
Převažujícím vyznáním je hinduismus s přibližně 92 %, následovaný islámem s přibližně 6 %. 